# 中井信之
中井 信之（なかい のぶゆき、6月7日 - ）は、日本のポージングディレクター、イメージコンサルタント、俳優（「花添智之」名での活動もある）、モデル、劇作家、演出家、起業家。
株式会社Be-AIS代表。

## 著書
単著
- 美人な「しぐさ」　ディスカヴァー・トゥエンティワン（2016年6月）出版
- オトナ女子のためのモテしぐさ図鑑 ワニブックス（2017年4月）出版
- 魅力を引き出す しぐさのレッスン　大和書房（2018年1月）出版
- 女も男もあこがれる ハンサム美人な「しぐさ」　ディスカヴァー・トゥエンティワン （2018年10月）出版
- ちょっとした「しぐさ」で好感度が決まる　王様文庫 （2020年3月）出版

共著
- 共著者：俣野成敏 一流の人はなぜそこまで、見た目にこだわるのか? クロスメディア・パブリッシング（2015年3月）出版

## 出演歴

### 舞台（花添智之の芸名で出演)
- 少年狩り（1981年、夢の遊眠社）
- ゼンダ城の虜-苔むす僕らが嬰児の夜（1981年、夢の遊眠社）
- CHICAGO　1985年、帝国劇場）
- CASiNO（1988年、HOT CLAP） - 大吉 役（脚本・構成も担当）

### テレビドラマ
- かけおち通り（1988年、TBSテレビ） - 坂上渉 役（「花添智之」の芸名で出演）
- 課長島耕作（1993年、フジテレビ/共同テレビ）
- 新空港物語 第4話「雪の成田・パリ便に遅れた女！不倫旅行」（1994年、テレビ朝日/CUC） - 矢島秀一 役
- ブルースワット（1994年 - 1995年、テレビ朝日/東映） - リーガ（インヴェード態）役
- 風の刑事・東京発! 第14話「北九州行き!結婚サギ師の女」（1996年、テレビ朝日/東映）

### 映画
- 大病人（1993年、伊丹プロダクション）
- 眠らない街 新宿鮫（1993年）
- チンピラぶるーす　ど・アホ！（1995年） - 大崎 役
- マリーの獲物（1996年） - チョウ 役

### Vシネマ
- 卍舞２　妖艶三女濡れ絵巻（1995年、東映ビデオ） - 十兵衛 役
- 卍舞III（1996年、にっかつビデオ） - 伊平次 役
- 淫獣教師V（1997年、ピンクパイナップル）

### その他
- マジカル頭脳パワー!!（日本テレビ）
  - マジカルミステリー劇場（1990年 - 1992年） - 花形俊一郎 役
  - あるなしクイズ（1993年） - 伊藤刑事 役
- 10月は人気番組でSHOW by ショーバイ世界まる見えマジカルで笑ってヨロシク/4月は人気番組でSHOW by ショーバイ世界まる見えマジカルで笑ってヨロシク「マジカルミステリー劇場」（1991・1992年、日本テレビ） - 花形刑事 役